# Ferdinand Pescatore
Pour les articles homonymes, voir Pescatore.
Ferdinand Pescatore, né le 20 juin 1791 à Luxembourg (Luxembourg) et mort le 25 décembre 1862, est un homme d'affaires et homme politique luxembourgeois.

## Biographie
Ferdinand Pescatore est le fils de Dominique Pescatore (lb) et Marie-Madelaine Geschwind. Il débute les affaires avec un commerce d'épicerie à Luxembourg, puis avec une succursale à Trèves. Il hérite du moulin de Steinsel à la mort de son père et propose de moderniser le moulin à farines et d'y ajouter un moulin à huile en 1829.
En 1841, il devient le président de la Chambre de commerce. Il est membre de l'Assemblée des États de 1842 à 1848 et bourgmestre de la ville de Luxembourg de 1844 à 1848.
Ferdinand Pescatore est nommé conseiller d'État le 28 novembre 1857, fonction venue à terme le 25 décembre 1862 au moment de son décès.